# آب‌انبار خور
آب‌انبار خور مربوط به دوره صفوی است و در شهرستان خوسف، روستای خور واقع شده و این اثر در تاریخ ۲۵ اسفند ۱۳۷۹ با شمارهٔ ثبت ۳۵۱۹ به‌عنوان یکی از آثار ملی ایران به ثبت رسیده است.